# Aperusia punctistriata
Aperusia punctistriata är en fjärilsart som beskrevs av W. Warren 1905. Aperusia punctistriata ingår i släktet Aperusia och familjen mätare. Inga underarter finns listade i Catalogue of Life.